# Ebrahim Javadi
Ebrahim Javadi (n. 28 iulie 1943, Qazvin, Iran) este un luptător ce a reprezentat Iran, medaliat olimpic. A participat la o ediție a Jocurilor Olimpice (1972) în care a câștigat o medalie de bronz.

## Participări
Lista de mai jos prezintă principalele competiții la care a participat Ebrahim Javadi de-a lungul carierei.
- wrestling at the 1972 Summer Olympics – men's freestyle 48 kg[*]